# Mzimba
Mzimba   este un oraș  în  Malawi. Este reședința  districtului  Mzimba.